# ناکیا سنفورد
ناکیا سنفورد (انگلیسی: Nakia Sanford؛ زادهٔ ۱۰ مهٔ ۱۹۷۶) بازیکن بسکتبال اهل ایالات متحده آمریکا است.
از باشگاه‌هایی که در آن بازی کرده‌است می‌توان به فینکس مرکوری اشاره کرد.